# Paratrechina minutula
Paratrechina minutula är en myrart som först beskrevs av Auguste-Henri Forel 1901.  Paratrechina minutula ingår i släktet Paratrechina och familjen myror.

## Underarter
Arten delas in i följande underarter:
- P. m. buxtoni
- P. m. minutula